# Fred Ott's Sneeze
Fred Ott's Sneeze (L'esternut de Fred Ott) és un curtmetratge mut en blanc i negre de 1894, producció de cinema de William Dickson i protagonitzada per Fred Ott. Va ser la primera pel·lícula a ser autoritzada als Estats Units.

## Argument
En la pel·lícula de cinc segons, un dels assistents de Thomas Edison, Fred Ott, pren un polsim de tabac i esternuda.

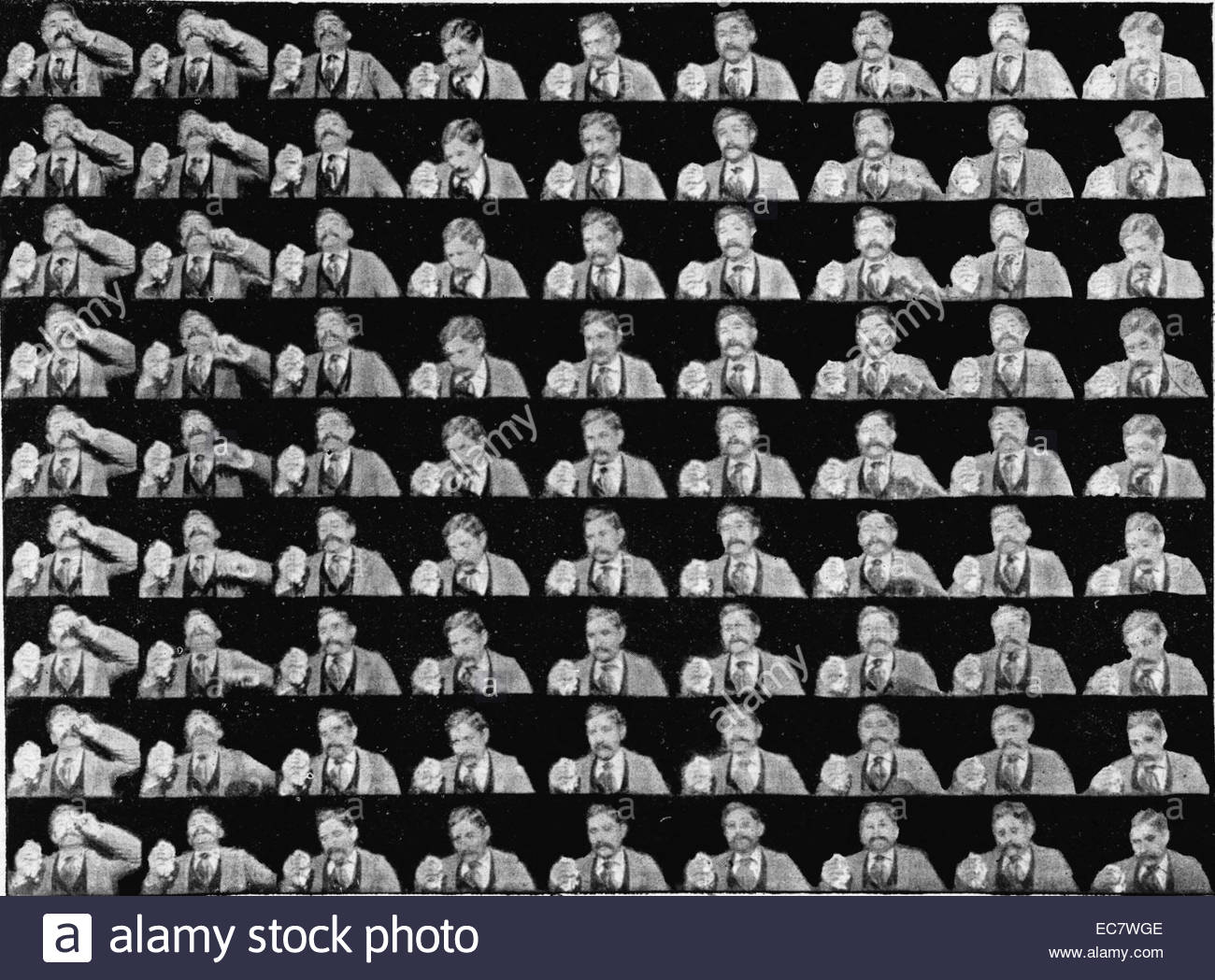
81 fotogrames realitzades amb marcs individuals de la pel·lícula.

## Producció
La pel·lícula va ser produïda per Edison Manufacturing Company, que havia començat a fer pel·lícules en 1890 sota la direcció de Dickson, un dels primers pioners de la pel·lícula. Va ser filmat dins de l'estudi de Black Maria en West Orange, Nova Jersey als Estats Units, que va ser el primer estudi de cinema nord-americà. Va ser filmat entre el 2 de gener de 1894 i el 7 de gener de 1894 [2] i va ser exhibit, en aquest moment, per mitjà d'un cinetoscopi.

## Estat actual
Com una pel·lícula produïda abans de 1923, els seus drets d'autor han expirat i l'obra és de domini públic. Originalment, la pel·lícula va ser presentada a la Biblioteca del Congrés com una "impressió en paper" (un registre fotogràfic de cada fotograma de la pel·lícula) amb finalitats de dret d'autor. Una còpia digital ara és guardada per la Biblioteca del Congrés i es pot veure en el seu lloc web de American Memory. Aquest curtmetratge s'ha presentat en la 30a Cerimònia Anual de l'Acadèmia, i es va incloure com a part del documental de televisió. Els primers 100 anys: una celebració de pel·lícules americanes.